# Майдель, Эдуард Антонович
Фри́дрих Э́рнст Эдуа́рд фон Ма́йдель (Эдуа́рд Анто́нович Ма́йдель) (нем. Friedrich Ernst Eduard von Maydell; 1830—1899) — барон из рода Майделей, общественный деятель, помещик, действительный статский советник, эстляндский губернский предводитель дворянства (28.11.1889—16.12.1892), камергер.

## Биография
Фридрих Эрнст Эдуард фон Майдель, из остзейских дворян, родился в немецкой евангелическо-лютеранской семье в Пастфере (Паасфере) Эстляндской губернии, в родовом имении Паасфере. Его отец — основатель ветви Каттентак-Пастфер Отто Эрнст Эдуард фон Майдель (нем. Otto Ernst Eduard von Maydell; 1790—1862). Его мать — Юлиана Магдалина фон Грюневальдт (нем. Juliane Magdalene von Grünewaldt; 1799—1878). В 1849 году Фридрих окончил Домское училище в Ревеле. Служил в лейб-гвардии Кирасирском полку.

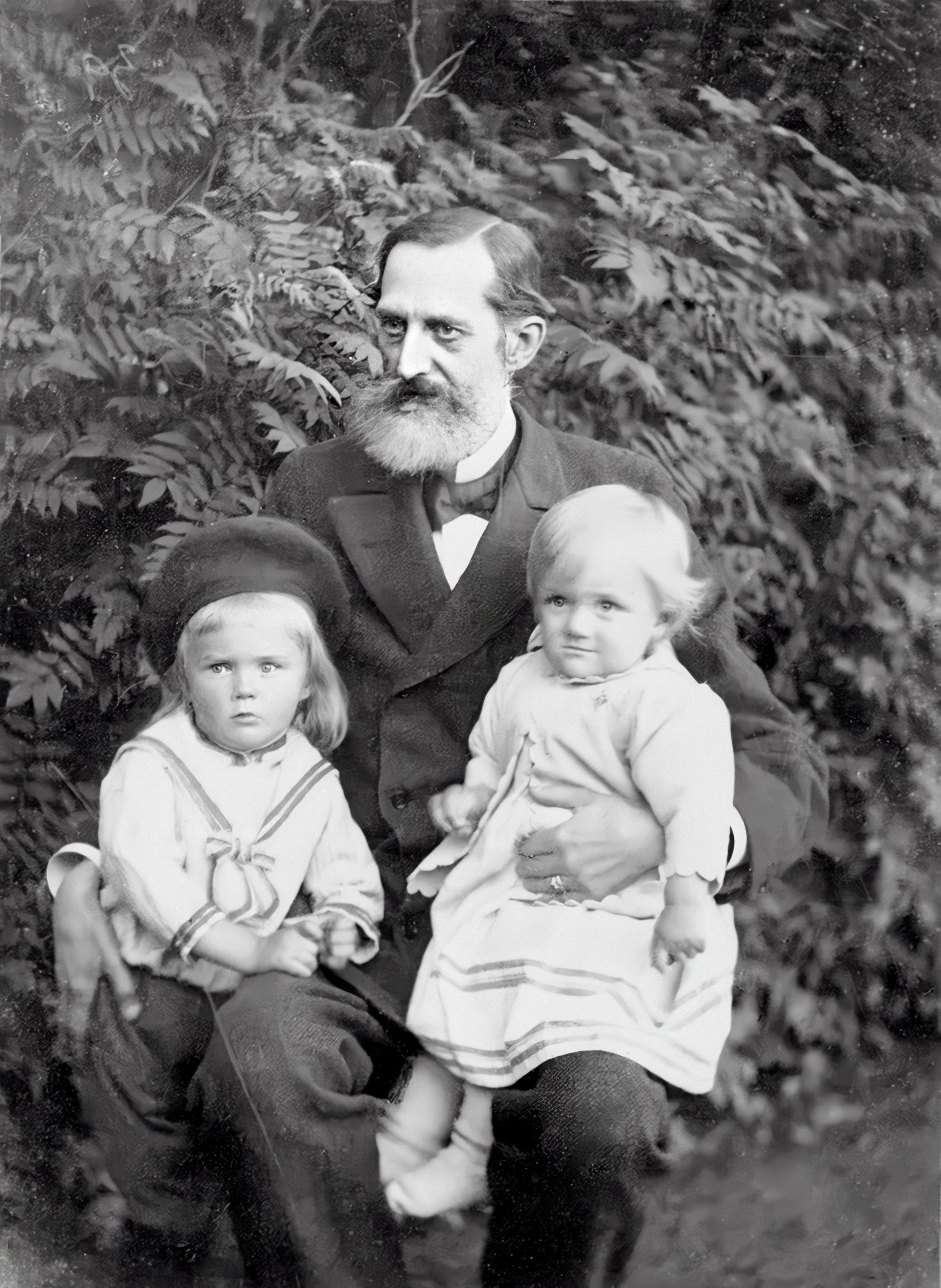
Барон Эдуард фон Майдель с двумя детьми в своём имении Пастфер

С 1861 года в отставке и жил в своём родовом имении Пастфере, где занимался сельским хозяйством и общественной деятельностью. С 1871 по 1878 Фридрих — уездный судья. С 1889 года Фридрих Эрнст — риттершафтсгауптман (нем. Ritterschaftshauptmann — губернский предводитель дворянства), в 1896 по 1899 год Эстляндский ландрат и глава Ландратной коллегии. Занимал должность президента Эстляндского литературного общества и Евангелическо-евангельской консистории, в ознаменование заслуг Фридриха его герб помещён в Домском соборе в Ревеле.
Жена Фридриха — Александра София Генриетта фон Штакельберг (нем. Alexandra Sophie Henriette von Stackelberg), баронесса из рода Штакельберги. Их дети: Катарина Александрина (1862—1920); Юлия Хелена (род. 1864); Эрнст Александер (1866—1909); Мориц Александер Георг (1869—1945), член Государственного совета Российской империи; Эдуард Вильгельм Отто (род. 1871): Георг Готлиб (1874—1891); Анна Юлия Александра (1876—1920).